# Шпиленок, Тихон Игоревич
Ти́хон И́горевич Шпилено́к (12 октября 1980, Брянск — 23 декабря 2016) — специалист природоохранного дела, директор ФГУ «Кроноцкий заповедник» с 2009 по 2016 годы, первый председатель правления Ассоциации директоров заповедников и национальных парков Российской Федерации «Заповедная Россия».

## Биография
Родился 12 октября 1980 года в Брянске в семье основателя и первого директора заповедника «Брянский лес», известного фотографа-натуралиста Игоря Петровича Шпиленка и его первой супруги, эколога Аллы Васильевны Шпиленок. Дед Тихона, Пётр Шпиленок-старший, был инспектором заповедника «Брянский лес». Дядя Николай Шпиленок — фотограф дикой природы, автор журналов GEO и «Вокруг света». Второй дядя — Дмитрий Шпиленок — работал госинспектором, сотрудником оперативной группы Кроноцкого заповедника, автор документальных фильмов «Медведи Камчатки» и «Нерка: рыба красная». Вторая жена отца, эколог Лора Уильямс, стояла у основания российского отделения WWF.
По воспоминаниям отца, Тихон буквально «вырос в лесу» и «никакой другой жизни не знал и не хотел знать, кроме заповедной». Уже в 12 лет он выходил на лесные патрули, участвовал в рейдах против браконьеров и неоднократно выступал свидетелем против них в суде. Тихон окончил Брянскую инженерно-технологическую академию с квалификацией «инженер» по специальности «лесное и лесопарковое хозяйство». В студенческие годы он был членом молодёжного отряда охраны природы и как волонтёр работал в Алтайском заповеднике на кордоне Язула. В 2002 году Шпиленок поступил на службу в Курильском заповеднике государственным инспектором охраны, в июне 2003 года его повысили до заместителя директора по охране территории заповедника. В августе 2007 года в той же должности он вошёл в администрацию Кроноцкого заповедника. С сентября 2009 года возглавил его и был руководителем до конца жизни.
В 2013 году выбран председателем правления Ассоциации директоров государственных природных заповедников и национальных парков Российской Федерации «Заповедная Россия».

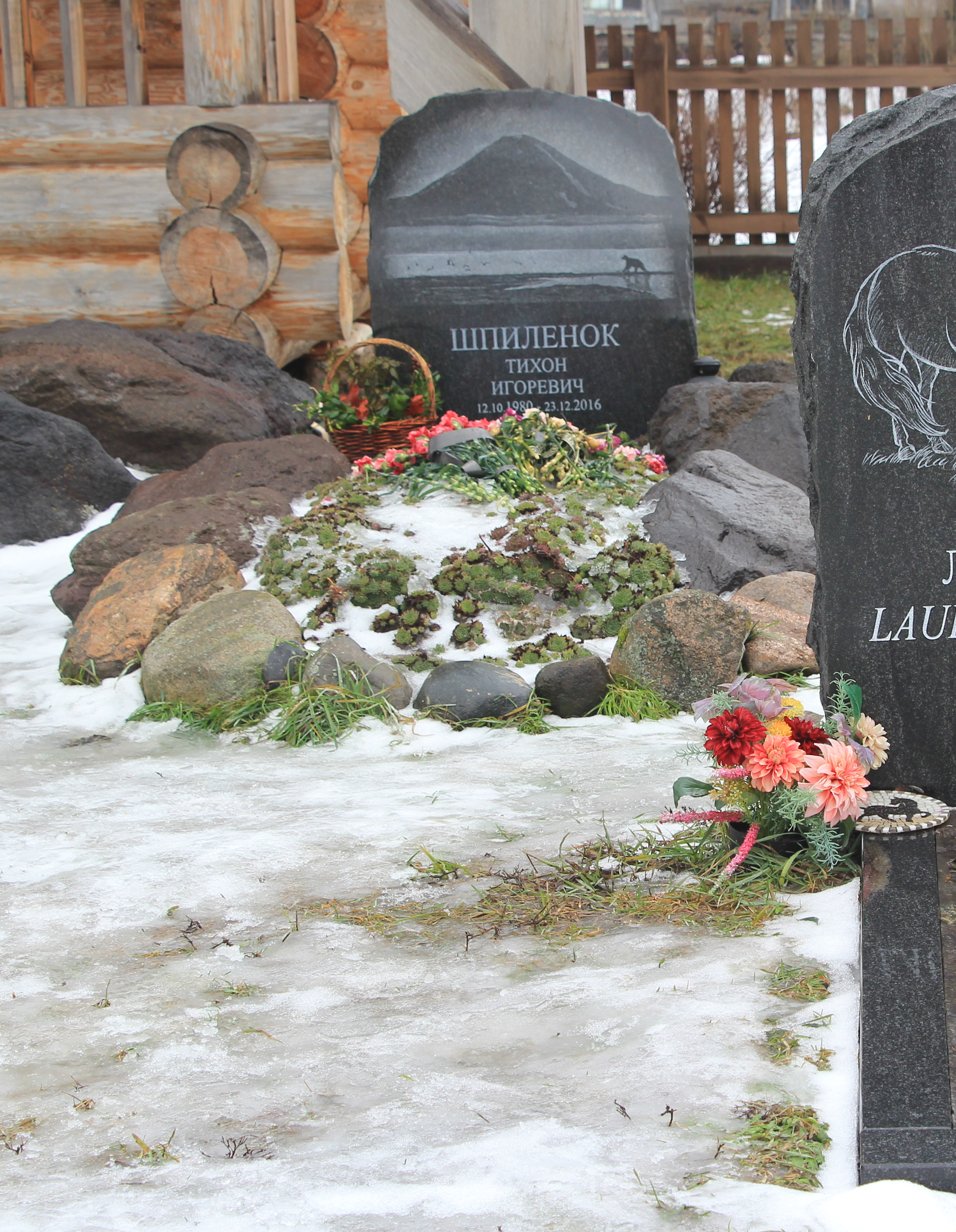
Последнее пристанище Тихона Шпиленка

Умер 23 декабря 2016 на 37-м году от онкологического заболевания. После смерти Тихона Шпиленка Кроноцкий заповедник возглавил его родной брат Пётр Шпиленок.

## Вклад
Одной из главных заслуг на посту директора Кроноцкого заповедника стала победа над браконьерством. Криминальный икорный бизнес до прихода Шпиленка достигал промышленных масштабов, ежедневно бригады браконьеров добывали несколько тонн красной икры. Помимо ущерба природе, такая икра опасна для употребления в пищу, потому что её не могут хранить в холоде и обрабатывают септиком в увеличенных дозах. В нелегальной добыче принимали участие местные жители и сотрудники Южно-Камчатского заказника. Инспекторам, пытающимся разрушить сложившуюся систему браконьерства, неоднократно угрожали убийством. Тихону принадлежала идея создать фильм о дикой рыбе Камчатки и отразить в ней всю угрозу экологии, которую несла неконтролируемая добыча икры. Картину снял его дядя Дмитрий Шпиленок, инспектор Кроноцкого заповедника. Фильм «Нерка. Рыба красная» собрал свыше 80 международных наград. По воспоминаниям Дмитрия, от расправы криминальных групп Камчатки Тихона и его команду спасла только публичность, которая последовала за выпуском фильма и его широким признанием. Масштаб борьбы был так велик, что в успех Тихона изначально не верил никто. Хотя ему удалось «сломать» местную браконьерскую сеть, ценой стала болезнь — Шпиленок заболел раком и умер в возрасте 36 лет.
По оценкам коллег и экспертов, под руководством Шпиленка Кроноцкий заповедник стал одним из ведущих и образцовых заповедников России. В нём разработали новые системы логистики и инфраструктуры, чтобы без вреда природе увеличить поток посетителей, обучили свыше 40 гидов-экскурсоводов, создали информационные программы. Команде, которую сформировал Тихон Шпиленок, удалось с 2008 года поднять посещаемость заповедника туристами с 3500 человек в год до 13000 в 2019-м. Благодаря осознанному экологическому туризму, местные жители получают работу и могут не заниматься браконьерством, а заповедник реализует природоохранные проекты. При Шпиленке стали проводиться разнообразные просветительские проекты, целью которых было включить в природоохранную деятельность самые широкие слои населения — детей, подростков, пенсионеров. Сотрудники заповедника налаживали международные научные связи и развивали совместные проекты с зарубежными коллегами. Одной из инициатив Шпиленка было создание бесплатного видео-тура по заповеднику.
Тихон Шпиленок является соавтором книги «Экономическая оценка природных ресурсов и экосистем услуг Кроноцкого заповедника и Южно-Камчатского заказника» (2017).

### «Дело об очистке»
В 2021 году Тихон был посмертно признан виновным в уголовном «Деле об очистке» Кроноцкого заповедника. Согласно обвинению, он и его сотрудники расхитили 454 млн рублей бюджетных денег, выделенных на вывоз металлолома с заповедных территорий. Построенное только на показаниях двух свидетелей, обвинение не выдерживает критики — факт добросовестного выполнения работ по расчистке 243 км территории и вывозу свыше 1300 тонн твёрдых отходов и более 5000 тысяч бочек горюче-смазочных материалов подтверждают сотни часов видео и многочисленные фотографии, репортажи федеральных каналов и несколько независимых экспертиз, которые, однако, суд отказался принять во внимание. Директор по науке и туризму Роман Корчигин, начальник научного отдела Дарья Паничева, замдиректора по финансовому обеспечению Оксана Терехова и заместитель по общим вопросам Николай Поздняков получили тюремные сроки от 4,5 до 8 лет.
В начале сентября 2022 года свыше 60 представителей природоохранных организаций направили открытое письмо президенту России Владимиру Путину с просьбой взять дело против сотрудников «Кроноцкого» под личный контроль и поручить Генпрокуратуре и СК РФ заново изучить материалы дела и провести независимые экспертизы.
7 февраля 2023 года Камчатский краевой суд отменил приговор и освободил из-под стражи фигурантов, дело было направлено на пересмотр в суд первой инстанции. Адвокат защиты Ирина Дьяченко и бывший директор «Кроноцкого» Пётр Шпиленок назвали это важным шагом на пути к восстановлению справедливости.

## Награды
- Почётная грамота «За большой личный вклад в развитие природоохранной и эколого-просветительской деятельности» (распоряжение Правительства Российской Федерации от 16.01.2015 № 28-р)[35][36].

## Память
В декабре 2016 года Южно-Камчатскому природному заказнику федерального значения было присвоено имя Тихона Игоревича Шпиленка.

## Примечание
1. ↑  Праздник рисунка на асфальте. Брянский Лес (6 июня 2013). Дата обращения: 1 июля 2022. Архивировано 16 апреля 2021 года.
2. 1 2  Умер сын основателя заповедника «Брянского лес» Тихон Шпиленок. Аргументы и факты (23 декабря 2016). Дата обращения: 1 июля 2022. Архивировано 7 декабря 2021 года.
3. 1 2  Сын основателя «Брянского леса» Тихон Шпиленок умер после тяжелой болезни. Город 32 (23 декабря 2016). Дата обращения: 1 июля 2022. Архивировано 5 июля 2022 года.
4. 1 2  Заповедная династия: Игорь, Дмитрий и Петр Шпиленки. Экология России (5 мая 2020). Дата обращения: 1 июля 2022. Архивировано 17 сентября 2021 года.
5. ↑  Погибла эколог и жена основателя заповедника «Брянский лес» Лора Уильямс. «Город Брянск» (29 октября 2018). Дата обращения: 1 июля 2022. Архивировано 5 июля 2022 года.
6. ↑  Пульнова, 2017, с. 41.
7. 1 2  Кравцова, И. Преступная группа экологов. Сотрудников заповедника на Камчатке посадили за сотни тонн закопанных отходов, но экспертиза нашла только две бочки и одну банку. Медиазона (22 декабря 2022). Дата обращения: 16 января 2023. Архивировано 13 января 2023 года.
8. ↑  Светлой памяти Тихона Игоревича Шпиленка. Алтайский государственный природный биосферный заповедник (23 декабря 2016). Дата обращения: 1 июля 2022. Архивировано 24 февраля 2020 года.
9. ↑  Ушел из жизни Тихон Шпиленок – директор Кроноцкого заповедника. Nat-geo.ru. Дата обращения: 17 сентября 2020. Архивировано 1 декабря 2021 года.
10. ↑  Главой Ассоциации директоров заповедников и национальных парков Российской Федерации «Заповедная Россия» выбрана Рафиля Бакирова. www.wood.ru. Дата обращения: 17 сентября 2020.
11. ↑  Сегодня ушел из жизни директор Кроноцкого заповедника Тихон Шпиленок : ИА «Кам 24». KAM24.RU. Дата обращения: 17 сентября 2020. Архивировано 23 сентября 2020 года.
12. ↑  Девять дней без Тихона: shpilenok — LiveJournal
13. ↑  Заповедная династия: Игорь, Дмитрий и Петр Шпиленки - Национальный проект Экология (недоступная ссылка — история). xn--80agfniahlkdbfn5a8c2gsb.xn--p1ai. Дата обращения: 17 сентября 2020.
14. ↑  На Камчатке Кроноцкий заповедник возглавил Петр Шпиленок (недоступная ссылка — история). www.kamgov.ru. Дата обращения: 17 сентября 2020.
15. ↑  Ушел из жизни руководитель Кроноцкого заповедника Тихон Шпиленок. Интерфакс Туризм (23 декабря 2016). Дата обращения: 1 июля 2022. Архивировано 2 февраля 2017 года.
16. ↑  Заповедная система понесла тяжелую утрату | Воронежский государственный природный биосферный заповедник имени В.М. Пескова. zapovednik-vrn.ru. Дата обращения: 17 сентября 2020. Архивировано 31 декабря 2016 года.
17. 1 2 3  Распопова, О. «Блеск и нищета» Камчатки. РИА Новости. Дата обращения: 1 июля 2022. Архивировано 5 июля 2022 года.
18. ↑  Как сделать героем рыбу. Русское географическое общество (17 декабря 2021). Дата обращения: 1 июля 2022. Архивировано 24 января 2022 года.
19. ↑  Камчатский фильм «Нерка рыба красная» получил награду Русского географического общества. Восток Сегодня (22 октября 2021). Дата обращения: 1 июля 2022. Архивировано 30 ноября 2021 года.
20. 1 2  Судец, Н. Холодные воды Пандоры. Regnum (15 ноября 2018). Дата обращения: 1 июля 2022. Архивировано 5 июля 2022 года.
21. ↑  Брянец Дмитрий Шпиленок рассказал о масштабах браконьерства в России. Брянские новости (26 февраля 2018). Дата обращения: 21 июля 2022. Архивировано 22 июля 2022 года.
22. ↑  Шкуры, деньги, два ствола: как работают ловцы браконьеров в России. Russia Today (25 февраля 2018). Дата обращения: 21 июля 2022. Архивировано 27 февраля 2021 года.
23. ↑  Южно-Камчатский федеральный заказник назван именем Тихона Шпиленка. Камчатка Инфо (30 декабря 2016). Дата обращения: 1 июля 2022. Архивировано 5 июля 2022 года.
24. ↑  В Кроноцком заповеднике подвели итоги турсезона. Камчатка Инфо (27 сентября 2016). Дата обращения: 1 июля 2022. Архивировано 5 июля 2022 года.
25. ↑  Пенсионерки утеплят к зиме сотрудников заповедников Камчатки. Камчатка Информ (23 сентября 2016). Дата обращения: 1 июля 2022.
26. ↑  Сотрудники Кроноцкого заповедника поделились опытом на Гавайях. Камчатка Инфо (7 октября 2016). Дата обращения: 1 июля 2022. Архивировано 5 июля 2022 года.
27. ↑  А. В. Завадская, Е. А. Николаева, В. А. Сажина, Т. И. Шпиленок, О. А. Шувалова. Экономическая оценка природных ресурсов и экосистем услуг Кроноцкого заповедника и Южно-Камчатского заказника/ под ред. проф. С. Н. Бобылева. — Петропавловск-Камчатский: Камчатпресс, 2017. — 244 с. — ISBN 978-5-9610-0277-5.
28. ↑  Хитров, В. Вот такая «Экология». Новая газета (6 марта 2019). Дата обращения: 1 июля 2022. Архивировано 15 июля 2020 года.
29. ↑  Новое «дело ученых». Сейчас.Инфо (1 июля 2022). Дата обращения: 1 июля 2022. Архивировано 3 июля 2022 года.
30. ↑  На Камчатке уволился директор Кроноцкого заповедника в знак протеста против обвинения его сотрудников в многомиллионных хищениях. Current time (30 июня 2022). Дата обращения: 1 июля 2022. Архивировано 1 июля 2022 года.
31. ↑  Новиков, Р. «С болью в сердце»: «дело об очистке» на Камчатке может разрушить судьбы ученых. Комсомольская правда (30 июня 2022). Дата обращения: 1 июля 2022. Архивировано 2 июля 2022 года.
32. 1 2  Васильева, А. Президенту предлагают защитить защитников природы. «Коммерсантъ» (2 сентября 2022). Дата обращения: 17 января 2023. Архивировано 12 октября 2022 года.
33. ↑  Суд на Камчатке отменил приговор сотрудникам Кроноцкого заповедника. РБК (7 февраля 2023). Дата обращения: 8 февраля 2023. Архивировано 8 февраля 2023 года.
34. ↑  Суринская, Я. Суд отменил приговор фигурантам дела о хищении в Кроноцком заповеднике. Ведомости (7 февраля 2023). Дата обращения: 8 февраля 2023. Архивировано 8 февраля 2023 года.
35. ↑  Распоряжение Правительства Российской Федерации от 16.01.2015 № 28-р ∙ Официальное опубликование правовых актов ∙ Официальный интернет-портал правовой информации. publication.pravo.gov.ru. Дата обращения: 17 сентября 2020.
36. ↑  Деятельность сотрудников Кроноцкого заповедника получила высокую оценку Правительства страны. 78.110.60.77. Дата обращения: 17 сентября 2020.
37. ↑  Южно-Камчатский федеральный заказник назван именем Тихона Шпиленка. КАМЧАТКА-ИНФОРМ. kamchatinfo.com. Дата обращения: 17 сентября 2020. Архивировано из оригинала 12 ноября 2020 года.